# آق‌درق (نیر)
آق‌درق یک روستا در ایران است که در شهرستان نیر در استان اردبیل واقع شده‌است. آق‌درق ۴۸ نفر جمعیت دارد.

## جمعیت
این روستا در دهستان مهماندوست قرار دارد و براساس سرشماری مرکز آمار ایران در سال ۱۳۸۵، جمعیت آن ۴۸ نفر (۸ خانوار) بوده‌است.